# Авторські тури
Авторські тури — це індивідуально розроблені подорожі, організовані професійними гідами або туристичними агенціями для забезпечення унікального та персоналізованого досвіду для учасників. Такі тури відрізняються акцентом на культурних, природних або історичних особливостях місцевості, яка відвідується. Авторські тури зазвичай охоплюють спеціально підібрані маршрути, що включають маловідомі місця, нетипові для звичайних туристичних поїздок, а також додаткові активності для глибшого занурення в атмосферу регіону.

#### Історія
Концепція авторських турів бере свій початок із середини XX століття, коли індивідуальні мандрівники почали відходити від звичних туристичних маршрутів, бажаючи відкрити менш відомі куточки країн та познайомитися з їхньою автентичною культурою. Спершу такі подорожі організовувалися як «неофіційні» екскурсії для друзів і знайомих місцевими жителями, які пропонували гостям огляд особистих улюблених місць. Згодом ця концепція набувала популярності в Європі та США, де виникли перші туристичні компанії, що спеціалізувалися на авторських подорожах.
У XXI столітті з розвитком цифрових технологій та соціальних мереж популярність авторських турів зросла ще більше. Інтернет надав мандрівникам можливість легко знаходити інформацію про унікальні маршрути, які пропонували місцеві гіди та невеликі компанії. У відповідь на попит туристів на персоналізовані й автентичні враження, авторські тури почали пропонувати великі туристичні агенції по всьому світу, адаптуючи тури під конкретні інтереси: гастрономічні, історичні, культурні, екологічні тощо.

#### Особливості
Авторські тури створюються з метою забезпечення особливого емоційного зв’язку з місцевою культурою та унікальними локаціями. Вони можуть включати відвідування автентичних ринків, дегустацію страв традиційної кухні, майстер-класи з місцевими ремісниками або екскурсії до місць, недоступних для звичайних туристів. Такий підхід дозволяє учасникам глибше зрозуміти культуру регіону, його історію та спосіб життя мешканців. Особливістю таких подорожей є також гнучка програма, яка враховує побажання учасників та адаптується до обставин подорожі.

#### Переваги
Основна перевага авторських турів полягає у персоналізації досвіду. Туристи, які обирають такі подорожі, отримують можливість долучитися до автентичних аспектів життя регіону та відвідати місця, часто недоступні для масового туризму. Авторські тури є популярними серед мандрівників, які цінують відсутність натовпів, ексклюзивний доступ до незвичайних локацій та можливість побачити країну очима місцевих жителів.

#### Популярність
У зв'язку з зростанням інтересу до персоналізованого підходу в туризмі, авторські тури стають дедалі популярнішими серед туристів, які прагнуть отримати унікальний досвід та глибше зануритися в культуру місцевості. В останні роки такі тури також є трендом серед малого бізнесу, оскільки надають місцевим гідам і експертам можливість створювати унікальні маршрути для різних категорій туристів. За даними міжнародних досліджень, попит на авторські тури значно зріс завдяки бажанню мандрівників отримати незвичайний досвід та автентичні враження від відвідуваних місць.